# 진수신

진수신을 모신 진수의 숲(효고현 단바사사야마시).

진수신(일본어: 鎮守神 친슈가미[*])은 신토에서 특정한 건축물이나 일정한 구역의 토지를 수호하는 카미(신)이다. 진수신을 모시는 신사는 진수사(鎮守社)라고 한다.
중국의 가람신에서 기원한 것으로 알려져 있다. 일본에도 불교가 전해져서 신불습합이 진행되는 가운데, 사찰 수호를 위한 신기(神祇)를 모시게 된 것이 그 시초다. 이후 사찰 이외의 건축물이나 토지에도 진수신을 모시게 되었다.
오늘날 진수신을 그 땅의 지주신(地主神), 즉 터줏대감이라고 생각하는 경우가 많지만, 오히려 반대로 진수신은 지주신을 억누르고 복종시키기 위해 새로 모시는 신이다. 인간이 어떤 땅에 인공물을 조성했을 때, 그 땅에 깃든 신령이 노해서 동티가 나지 않도록 그 지주신보다 영위(霊威)가 쎈 신을 새로이 모셔오는 것이다. 그러나 시대가 지나면서 진수신의 원래 의미는 잊히고, 지주신과 혼동이 일어나 양자가 습합하게 되었다.
촌락에 모셔진 진수신은 고대에 그 주변을 다스린 호족과의 대립관계 속에서 호족의 조상신인 씨신의 영위에 대항하는 형태로 진수신이 모셔진 것으로 생각된다.